# Conrad (Montana)
Conrad ist eine Stadt im US-Bundesstaat Montana, Vereinigte Staaten und Verwaltungssitz des Pondera Countys.
Conrad lebt vor allem von der Landwirtschaft. Zum Stadtgebiet gehören auch Siedlungen der Hutterer.

## Geografie
Conrad liegt im Nordwesten Montanas nahe dem Osthang der Rocky Mountain Front, einem Gebirgszug am Übergang von den Great Plains zu den Rocky Mountains. Durch die Stadt verläuft der Interstate 15, der von der kanadischen Grenze bis nach San Diego führt. Das Stadtgebiet hat eine Größe von 3,24 km².
Im Jahr 2010 betrug die Einwohnerzahl 2570.

## Geschichte
Conrad entstand, als im Jahr 1901 die Great Northern Railway Gleise verlegte, an denen die Stadt entstand. Benannt wurde sie nach W. G. und C. E. Conrad, den Besitzern einer großen Ranch und Organisatoren der Pondera Canal Company, einem Vorläufer des heutigen Bewässerungssystems im Gebiet um Conrad.
Die Stadt wuchs schnell dank der Landwirtschaft, bis Conrad im Jahr 1916 1.500 Einwohner hatte. Danach verlangsamte sich die Expansion aufgrund von Dürre. Erst 1926 war die Trockenzeit vorüber und durch den Fund von Erdöl ein Jahr später konnte sich Conrad weiterentwickeln.
Neben der Landwirtschaft und der Erdölförderung haben in der Vergangenheit auch Flachsspinnereien und eine Ziegelei die Industrie in Conrad geprägt.

## Söhne und Töchter
- David Askevold (1940–2008), US-amerikanisch-kanadischer Konzept- und Videokünstler
- Wylie Gustafson (* 1961), Country und Western-Musiker